# Hiroko Sano
Hiroko Sano (佐野 弘子, Sano Hiroko, 5 februari 1983) is een Japans voormalig voetbalster.

## Carrière
Sano speelde voor Tasaki Perule FC.
Sano maakte op 19 maart 2003 haar debuut in het Japans vrouwenvoetbalelftal tijdens een vriendschappelijke wedstrijd tegen Thailand.

## Statistieken
| Japans vrouwenvoetbalelftal | Japans vrouwenvoetbalelftal | Japans vrouwenvoetbalelftal |
| Jaar                        | Wed.                        | Dlp.                        |
| --------------------------- | --------------------------- | --------------------------- |
| 2003                        | 1                           | 0                           |
| Totaal                      | 1                           | 0                           |